# Kodersdorf
Kodersdorf település Németországban, azon belül Szászország tartományban. Lakosainak száma 2324 fő (2023. december 31.).

## Népesség
A település népességének változása:
| Lakosok száma | 2465 | 2436 | 2365 | 2342 | 2324 |
|               | 2017 | 2019 | 2021 | 2022 | 2023 |